# Festivalul de Jazz din Skopje
 Festivalul Jazz din Skopje este un festival de jazz desfășurat în Skopje, Macedonia de Nord,din 1982. 
Deși festivalul promovează un gen care pare îndepărtat de propriile sale culturi și tradiții,acesta atrage publicul larg și primește atenție în Balcani și în restul Europei. Muzicieni care au concertat la festival includ: Marshall Allen, Art Ensemble din Chicago, Anthony Braxton, Brazilian Girls, Ray Charles, Zoran Madzirov, Stanley Clarke, Ornette Coleman, Chick Corea, Al Di Meola, Gotan Project, Charlie Haden, Herbie Hancock, Dave Holland, Maria Joao, D. D. Jackson, Rabih Abou-Khalil, Vlatko Stefanovski, Theodosii Spassov, Simon Kiselicki, John McLaughlin, Pat Metheny, Youssou N'Dour, Tito Puente, Gregory Porter, Toni Kitanovski, Sierra Maestra, Goce Stevkovski, McCoy Tyner, și Joe Zawinul. 
Festivalul este parte a rețelei Europene de Jazz și a Forumului European al Festivalurilor World Music. 

## Linkuri externe
- Site web oficial